# José Miguel de Velasco Franco
José Miguel de Velasco Franco, bolivijski general, * 29. september 1795, † 13. oktober 1859.
Bil je predsednik Bolivije med letoma 1828 in 1829.